# اسبفروشان
اسبفروشان یکی از روستاهای شهرستان سرآب در استان آذربایجان شرقی ایران است که در حومه بخش مرکزی شهرستان سرآب واقع شده‌است.

## مردم

### دین
دین مردم این روستا مسلمان و مذهب شیعه دارند.

### زبان
مردم اسبفروشان به زبان ترکی آذربایجانی تکلم می‌کنند.

### شغل
اهالی این روستا بیشتر به کار کشاورزی و دامپروری مشغول هستند و با مکانیزه شدن کارها کشاورزان و دامپروران به راحتی شغل خود را مدیریت نموده و توسعه می‌دهند؛ همچنین بخاطر پتانسیل بالای این روستا از نظر زیستی و حمل و نقلی در این منطقه اقدام به تأسیس مرغداری، گاوداری، زنبورداری، پرورش ماهی، پرورش شترمرغ کرده اند، شایان ذکر است که محصولات این شهرک در منطقه بی نظیر می‌باشد.

## جاذبه‌های گردشگری
این روستا با آب و هوای خنک و دلنشین در فصول بهار و تابستان دارای جاذبه‌های گردشگری و طبیعی بسیاریست.

### منطقه نمونه گردشگری آبگرم اسبفروشان
یکی دیگر از مهم‌ترین ویژگی های این دهستان آبگرم درمانی است که با نام آبگرم اسبفروشان یا منطقه نمونه گردشگری آبگرم اسبفروشان شناخته می‌شود که سالانه گردشگران زیادی را به مکان سرسبز و خوش آب و هوای اسبفروشان می‌کشاند، این آبگرم در دامنهٔ رشته کوه بزقوش قرار دارد که مکان ایده‌آلی را برای سایت‌های پرواز ایجاد کرده‌است. در منطقه نمونه گردشگری آبگرم اسبفروشان امکاناتی چون مهمانپذیر، غذاخوری، آلاچیق و دو استخر مجزا آبگرم درمانی وجود دارد.

### آبشار اسبفروشان
آبشار زیبایی در این روستا وجود دارد که از جا های دیدنی این روستا به‌شمار می‌آید.

### طبیعت و مناظر
این روستا مناظر بی بدیلی دارد و برای عکس برداری وطبیعت گردی بسیار مناسب است. برکه‌های دیدنی در دامنه‌های کوه بزقوش هم از شگفتی‌های این روستای با صفا محسوب می‌شود.

### کول تپه ( تپه خاکستری )
یکی از مناطق گردشگری و تاریخی اسبفروشان میباشد که به کول تپه معروف است.
طبقه گفته های مردم این روستا زمانی کول تپه آتشکده ای زرتشتی بوده که بعد ها در اثر زمین لرزه تماما از بین رفته و در نهایت به تپه ای خاکی تبدیل شده است.
تکه های شکسته از ظروف قدیمی سفالی و گنجینه های پنهان شده در دل خاک و همچنین اسکلت های پوسیده انسان این گفته ها را تایید میکند.